# Cá đối đầu dẹt
Cá đối đầu dẹt hay cá đối nục, cá đối mục, tên khoa học Mugil cephalus, là một loài cá trong chi Mugil thuộc họ Mugilidae, được tìm thấy ở cá vùng nước nhiệt đới và cận nhiệt đới trên khắp thế giới. Chúng có chiều dài điển hình 30 đến 75 xentimét (12 đến 30 in).
Cá đối đầu dẹt là loài sinh sống ven biển hoạt động chủ yếu là ban ngày thường đi vào cửa sông và các con sông. Cá đối đầu dẹt thường bơi thành đàn trên đáy cát hoặc bùn, ăn động vật phù du. Cá đối đầu dẹt trưởng thành thường ăn tảo ở nước ngọt. Kích thước tối đa Cá đối đầu dẹt có thể đạt được là khoảng 120 cm, với trọng lượng tối đa khoảng 8.000 g. Loài là euryhaline có nghĩa là cá có thể thích nghi với các mức độ khác nhau của độ mặn, điều này kết hợp với sự thích nghi của Cá đối đầu dẹt chưa trưởng thành đối với nhiệt độ nước cao dường như là một lợi thế chọn lọc.